# Каменский, Дмитрий Иванович
Дмитрий Иванович Каменский (1818—1880) —  русский переводчик, журналист, цензор, член главного управления по делам печати Российской империи.

## Биография
Родился в Киеве в 1818 году. Окончил курс в Московском университете со степенью кандидата. В 1843 году начал службу в Киеве; затем перешёл на службу  в канцелярию Военного министерства в Санкт-Петербурге. В 1857 году вышел в отставку. После отставки состоял главным редактором газеты «Северная Почта». В 1869 году после преобразования газеты «Северная Почта» в газету «Правительственный Вестник», был назначен членом Главного управления по делам печати.
Умер 30 ноября (12 декабря) 1880 года, похоронен на Волковском православном кладбище. Там же была похоронена его супруга Варвара Владимировна (ум. 06.12.1887).
Перевёл пьесу «Сарданапал» Д. Байрона, писал критические статьи в журналах 1940-х годов. Участвовал в газете «Голос», где заведовал иностранным отделом, и занимался ботаникой. Большой труд Каменского по практическому садоводству «Садовник-любитель» остался не оконченным, в 1880 году вышла только первая часть «Садовника-любителя».